# Haltepunkt Essen-Eiberg
Der Haltepunkt Essen-Eiberg ist ein S-Bahn-Haltepunkt im Essener Stadtteil Freisenbruch.

## Geschichte
Die Benennung des S-Bahn-Haltepunktes geht auf die ehemalige Gemeinde Eiberg zurück, deren Gebiet sich heute über westliche Teile Bochums und Bereiche der heutigen östlichen Essener Stadtteile Freisenbruch und Horst erstreckt.
Der Ende der 1960er Jahre errichtete Haltepunkt liegt heute im südöstlichen Teil Freisenbruchs an der Bahnstrecke Witten/Dortmund–Oberhausen/Duisburg, die in diesem Bereich 1874 als Teil der großen Ost-West-Achse des Ruhrgebietes in Betrieb ging.

## Anlagen
Der Haltepunkt verfügt über zwei Seitenbahnsteige, die beidseitig über Fußwege und Rampen mit den benachbarten Straßen verbunden sind. Der Übergang von einem Bahnsteig zum anderen ist nur über den öffentlichen Straßenraum möglich.

## Heutige Situation
Der Haltepunkt wird im Schienenpersonennahverkehr heute ausschließlich von der Linie S 1 der S-Bahn Rhein-Ruhr bedient (Kursbuchstrecke 450.1). Beide Seitenbahnsteige sind barrierefrei erreichbar.
Wegen wiederholter unbefugter Gleisüberschreitungen wurde die Station im Spätherbst 2022 nicht bedient.
| Linie | Linienverlauf | Takt                                      |
| ----- | --- | ----------------------------------------- |
| S 1   | Solingen Hbf – SG-Vogelpark – Hilden Süd – Hilden – D-Eller – D-Eller Mitte – D-Oberbilk – D-Volksgarten – Düsseldorf Hbf – D-Wehrhahn – D-Zoo – D-Derendorf – D-Unterrath – D-Flughafen – Angermund – DU-Rahm – DU-Großenbaum – DU-Buchholz – DU-Schlenk – Duisburg Hbf – MH-Styrum – Mülheim (Ruhr) Hbf – E-Frohnhausen – Essen West – Essen Hbf – E-Steele – E-Steele Ost – E-Eiberg – Wattenscheid-Höntrop – BO-Ehrenfeld – Bochum Hbf – BO-Langendreer West – BO-Langendreer – DO-Kley – DO-Oespel – DO-Universität – DO-Dorstfeld Süd – DO-Dorstfeld – Dortmund Hbf Stand: Fahrplanwechsel Dezember 2023 | 30 min 15 min (Essen–Dortmund wochentags) |

Am S-Bahnhof Essen-Eiberg bestehen Umsteigemöglichkeiten an der Bushaltestelle Eiberg S zu folgenden Buslinien, die von der Ruhrbahn betrieben werden:
| Linie   | Verlauf | Takt (Mo–Fr) |
| ------- | --- | ------------ |
| 164 184 | Ringlinie Steele-Hörsterfeld: Steele – Ruhraue – Hörsterfeld – Eiberg – Freisenbruch – Steele Ost – Steele Linie 164 verkehrt gegen den Uhrzeigersinn, die Linie 184 verkehrt im Uhrzeigersinn. | –            |
| 174     | Steele – Steele Ost – Freisenbruch – Eiberg – Eiberg Kirche | 20 min       |
| NE5     | Essen Hbf – Huttrop – Steele – Steele Ost – Ruhrau – Hörsterfeld | 60 min       |